# آکی‌هیکو هیراتا
آکی‌هیکو هیراتا (به ژاپنی: 平田昭彦 Hirata Akihiko) یا آکی‌هیکو اونودا (به ژاپنی: 野田昭彦 Onoda Akihiko) بازیگر فیلم ژاپنی بود. از فیلم‌های او می‌توان به سامورایی ۱: موساشی میاموتو (۱۹۵۴) و سری فیلم‌های گودزیلا اشاره کرد.